# اولمستد شمالی (اوهایو)
اولمستد شمالی(به انگلیسی: North Olmsted) شهری در ایالت اوهایو کشور ایالات متحده آمریکا است که جمعیت آن در سرشماری سال ۲۰۱۰ میلادی، ۳۲٬۷۱۸ نفر بوده‌است.